# Distrito de Castres
El distrito de Castres es un distrito (en francés arrondissement) de Francia, que se localiza en el departamento de Tarn, de la región de Occitania (en francés Occitanie). Cuenta con 23 cantones y 154 comunas.

## División territorial

### Cantones
Los cantones del distrito de Castres son:
1. Cantón de Anglès
2. Cantón de Brassac
3. Cantón de Castres-Est
4. Cantón de Castres-Nord
5. Cantón de Castres-Ouest
6. Cantón de Castres-Sud
7. Cantón de Cuq-Toulza
8. Cantón de Dourgne
9. Cantón de Graulhet
10. Cantón de Labruguière
11. Cantón de Lacaune
12. Cantón de Lautrec
13. Cantón de Lavaur
14. Cantón de Mazamet-Nord-Est
15. Cantón de Mazamet-Sud-Ouest
16. Cantón de Montredon-Labessonnié
17. Cantón de Murat-sur-Vèbre
18. Cantón de Puylaurens
19. Cantón de Roquecourbe
20. Cantón de Saint-Amans-Soult
21. Cantón de Saint-Paul-Cap-de-Joux
22. Cantón de Vabre
23. Cantón de Vielmur-sur-Agout

### Comunas
| 1. Aguts (81001)                     | 2. Aiguefonde (81002)                     | 3. Albine (81005)                    | 4. Algans (81006)                    |
| 5. Ambres (81011)                    | 6. Anglès (81014)                         | 7. Appelle (81015)                   | 8. Arfons (81016)                    |
| 9. Arifat (81017)                    | 10. Aussillon (81021)                     | 11. Bannières (81022)                | 12. Barre (81023)                    |
| 13. Belcastel (81025)                | 14. Belleserre (81027)                    | 15. Berlats (81028)                  | 16. Bertre (81030)                   |
| 17. Le Bez (81031)                   | 18. Blan (81032)                          | 19. Boissezon (81034)                | 20. Bout-du-Pont-de-Larn (81036)     |
| 21. Brassac (81037)                  | 22. Briatexte (81039)                     | 23. Brousse (81040)                  | 24. Burlats (81042)                  |
| 25. Busque (81043)                   | 26. Cabanès (81044)                       | 27. Cahuzac (81049)                  | 28. Cambon-lès-Lavaur (81050)        |
| 29. Cambounet-sur-le-Sor (81054)     | 30. Cambounès (81053)                     | 31. Les Cammazes (81055)             | 32. Carbes (81058)                   |
| 33. Castelnau-de-Brassac (81062)     | 34. Castres (81065)                       | 35. Caucalières (81066)              | 36. Cuq (81075)                      |
| 37. Cuq-Toulza (81076)               | 38. Damiatte (81078)                      | 39. Dourgne (81081)                  | 40. Durfort (81083)                  |
| 41. Escoussens (81084)               | 42. Escroux (81085)                       | 43. Espérausses (81086)              | 44. Ferrières (81091)                |
| 45. Fiac (81092)                     | 46. Fréjeville (81098)                    | 47. Garrevaques (81100)              | 48. Garrigues (81102)                |
| 49. Gijounet (81103)                 | 50. Giroussens (81104)                    | 51. Graulhet (81105)                 | 52. Guitalens (81107)                |
| 53. Jonquières (81109)               | 54. Labastide-Rouairoux (81115)           | 55. Labastide-Saint-Georges (81116)  | 56. Laboulbène (81118)               |
| 57. Labruguière (81120)              | 58. Lacabarède (81121)                    | 59. Lacaune (81124)                  | 60. Lacaze (81125)                   |
| 61. Lacougotte-Cadoul (81126)        | 62. Lacroisille (81127)                   | 63. Lacrouzette (81128)              | 64. Lagardiolle (81129)              |
| 65. Lagarrigue (81130)               | 66. Lalbarède (81132)                     | 67. Lamontélarié (81134)             | 68. Lasfaillades (81137)             |
| 69. Lautrec (81139)                  | 70. Lavaur (81140)                        | 71. Lempaut (81142)                  | 72. Lescout (81143)                  |
| 73. Lugan (81150)                    | 74. Magrin (81151)                        | 75. Le Margnès (81153)               | 76. Marzens (81157)                  |
| 77. Le Masnau-Massuguiès (81158)     | 78. Massac-Séran (81159)                  | 79. Massaguel (81160)                | 80. Maurens-Scopont (81162)          |
| 81. Mazamet (81163)                  | 82. Missècle (81169)                      | 83. Mont-Roc (81183)                 | 84. Montcabrier (81173)              |
| 85. Montdragon (81174)               | 86. Montfa (81177)                        | 87. Montgey (81179)                  | 88. Montpinier (81181)               |
| 89. Montredon-Labessonnié (81182)    | 90. Moulayrès (81187)                     | 91. Moulin-Mage (81188)              | 92. Mouzens (81189)                  |
| 93. Murat-sur-Vèbre (81192)          | 94. Nages (81193)                         | 95. Navès (81195)                    | 96. Noailhac (81196)                 |
| 97. Palleville (81200)               | 98. Payrin-Augmontel (81204)              | 99. Peyregoux (81207)                | 100. Pont-de-Larn (81209)            |
| 101. Poudis (81210)                  | 102. Prades (81212)                       | 103. Pratviel (81213)                | 104. Puybegon (81215)                |
| 105. Puycalvel (81216)               | 106. Puylaurens (81219)                   | 107. Puéchoursi (81214)              | 108. Péchaudier (81205)              |
| 109. Rayssac (81221)                 | 110. Le Rialet (81223)                    | 111. Roquecourbe (81227)             | 112. Roquevidal (81229)              |
| 113. Rouairoux (81231)               | 114. Saint-Affrique-les-Montagnes (81235) | 115. Saint-Agnan (81236)             | 116. Saint-Amancet (81237)           |
| 117. Saint-Amans-Soult (81238)       | 118. Saint-Amans-Valtoret (81239)         | 119. Saint-Avit (81242)              | 120. Saint-Gauzens (81248)           |
| 121. Saint-Genest-de-Contest (81250) | 122. Saint-Germain-des-Prés (81251)       | 123. Saint-Germier (81252)           | 124. Saint-Jean-de-Rives (81255)     |
| 125. Saint-Jean-de-Vals (81256)      | 126. Saint-Julien-du-Puy (81258)          | 127. Saint-Lieux-lès-Lavaur (81261)  | 128. Saint-Paul-Cap-de-Joux (81266)  |
| 129. Saint-Pierre-de-Trivisy (81267) | 130. Saint-Salvi-de-Carcavès (81268)      | 131. Saint-Salvy-de-la-Balme (81269) | 132. Saint-Sernin-lès-Lavaur (81270) |
| 133. Saint-Sulpice (81271)           | 134. Sauveterre (81278)                   | 135. Saïx (81273)                    | 136. Senaux (81282)                  |
| 137. Serviès (81286)                 | 138. Sorèze (81288)                       | 139. Soual (81289)                   | 140. Sémalens (81281)                |
| 141. Teulat (81298)                  | 142. Teyssode (81299)                     | 143. Vabre (81305)                   | 144. Valdurenque (81307)             |
| 145. Veilhes (81310)                 | 146. Verdalle (81312)                     | 147. Viane (81314)                   | 148. Vielmur-sur-Agout (81315)       |
| 149. Villeneuve-lès-Lavaur (81318)   | 150. Le Vintrou (81321)                   | 151. Viterbe (81323)                 | 152. Viviers-lès-Lavaur (81324)      |
| 153. Viviers-lès-Montagnes (81325)   | 154. Vénès (81311)                        |                                      |                                      |